# Исаев, Павел Николаевич
Павел Николаевич Исаев (6 сентября 1911, п. Режевского завода, Екатеринбургский уезд, Пермская губерния, Российская империя — 6 января 1974, Свердловск, Свердловская область, РСФСР, СССР) — советский государственный и партийный деятель. Первый секретарь Карагандинского обкома КП Казахстана (1958—1959).

## Биография
Окончил Уральский индустриальный институт (1935), инженер-металлург.
В 1935—1937, 1939—1941 гг. — ассистент, аспирант Уральского индустриального института; в 1937—1939 гг. — конструктор Уралмашзавода.
С 1941 г. — инструктор Свердловского обкома ВКП(б); с 1944 г. — второй секретарь, первый секретарь Серовского горкома ВКП(б).
В годы Великой Отечественной войны содействовал выполнению Серовским металлургическим заводом заданий ГКО по обеспечению военной промышленности металлом, освоению новых марок стали и наращиванию мощностей. Под его руководством в Свердловской области в послевоенные годы проводилась конверсия в промышленности, внедрены индустриальные методы строительства жилья из крупных блоков и панелей, велось интенсивное возведение предприятий строительной промышленности, строительство новых и реконструкция действовавших предприятий черной и цветной металлургии, горнорудной промышленности, осуществлялся переход промышленности от отраслевой системы управления к территориальной в условиях деятельности совнархозов.
В 1948—1950 гг. — заместитель секретаря обкома по строительству и стройматериалам, заместитель заведующего отделом тяжелой промышленности, заведующий отделом Свердловского областного комитета ВКП(б).
В 1950—1952 г. — секретарь Свердловского областного комитета ВКП(б) по промышленности.
В 1952—1958 гг. — второй секретарь Свердловского областного комитета ВКП(б) — КПСС. Депутат Верховного совета РСФСР.
В 1958—1959 гг. — первый секретарь Карагандинского областного комитета КП Казахстана.
После восстания в Темиртау в августе 1959 года снят с должности первого секретаря Карагандинского областного комитета КП Казахстана и исключён из КПСС. Вернулся обратно в Свердловск.
В 1959—1962 гг. — мастер термического цеха Верх-Исетского металлургического завода.
С 1962 г. — главный специалист по металлургии Совета по координации и планированию работы совнархозов Уральского экономического района; с 1963 г. — старший экономист отдела Уралплана; с 1965 г. — начальник статистического управления Свердловской области.
В партии был восстановлен как член Свердловского обкома КПСС.
Скончался 6 января 1974 года в Свердловске. Похоронен на Широкореченском кладбище.

## Семья
Жена — Зоя Александровна (1912—1951), инженер на металлургическом факультете в УПИ, похоронена на Ивановском кладбище Екатеринбурга.

## Награды
- четыре ордена Трудового Красного Знамени (1945, 1946, 1957, 1971)
- Медаль «За доблестный труд в Великой Отечественной войне 1941—1945 гг.», Большая золотая медаль «За успехи в социалистическом сельском хозяйстве», медаль «За освоение целинных земель»